# داريوس غروسو
داريوس غروسو هو لاعب كرة قدم روماني في مركز الدفاع، ولد في 7 يونيو 2002 في كونستانتسا في رومانيا. لعب مع نادي فيتورول كونستانتا.

## وصلات خارجية
- داريوس غروسو على موقع قاعدة بيانات كرة القدم.إي يو (الإنجليزية)
- داريوس غروسو على موقع Soccerway.com (الإنجليزية)